# Ástica e nástica
Ástica e nástica são conceitos que têm sido usados para classificar as filosofias indianas por estudiosos modernos, bem como alguns textos hindus, budistas e jainistas. As várias definições para as filosofias ástica e nástica têm sido disputadas desde os tempos antigos, e não há consenso. Em línguas indianas atuais como telugo, hindi e bengali, ástica e seus derivados geralmente significam 'teísta', e nástica e seus derivados denotam um 'ateu'; no entanto, os dois termos na literatura sânscrita da era antiga e medieval não se referem a 'teísmo' ou 'ateísmo'. Os termos são usados de forma diferente na filosofia hindu. Por exemplo, sânquia é uma filosofia não-teísta (já que não afirma explicitamente a existência de Deus em sua formulação clássica) e ástica (védica), embora "Deus" seja frequentemente usado como um epíteto para consciência (purusha) dentro de sua doutrina. Da mesma forma, embora o budismo seja considerado nástica, Sidarta Gautama é considerado um avatar de Vixnu em algumas tradições hindus.
Ástica (em sânscrito:  आस्तिक; asti, 'há, existe') significa aquele que acredita na existência de um Ser ou Bramã, etc:
1. como aqueles que aceitam a autoridade epistêmica dos Vedas;
2. como aqueles que aceitam a existência de ātman;
3. como aqueles que aceitam a existência de Ishvara.

Nástica (em sânscrito: na, 'não' + āstika), em contraste, são aqueles que negam todas as respectivas definições de āstika; eles não acreditam na existência de um Ser.
As seis escolas ásticas de filosofias indianas mais estudadas, às vezes chamadas de escolas ortodoxas, são Niaia, Vaisesica, Sânquia, Ioga, Mimansa e Vedanta. As quatro escolas násticas de filosofias indianas mais estudadas, às vezes chamadas de escolas heterodoxas, são Budismo, Jainismo, Charvaca e Ajivica. No entanto, essa terminologia ortodoxa-heterodoxa é uma construção das línguas ocidentais e carece de raízes acadêmicas em sânscrito. Estudos acadêmicos recentes afirmam que houve várias traduções heresiológicas de ástica e nástica na literatura do século XX sobre filosofias indianas, mas muitas são pouco sofisticadas e imperfeitas.